# بنيامين مازار
بنيامين مازار (بالعبرية: בנימין מזר‏) ((ولد باسم بنيامين زائيف ميسلر) (28 يونيو 1906-9 سبتمبر 1995) مؤرخ إسرائيلي رائد، عُرف باسم «عميد» علماء الآثار التوراتيين.
حصل مازار في عام 1968 على جائزة إسرائيل للدراسات اليهودية. 
تخصص في علم الآثار في إسرائيل والذي يجذب أيضًا اهتمامًا دوليًا كبيرًا بسبب الأهمية الدينية للآثار في الكتاب المقدس. وهو معروف بحفرياته في أهم موقع توراتي في إسرائيل: جنوب وجنوب غرب الحرم القدسي.
في عام 1932، أجرى أول تنقيب أثري تحت رعاية يهودية في إسرائيل في بيت شعاريم (أكبر سراديب للموتى تم العثور عليها في إسرائيل) وفي عام 1948 كان أول عالم آثار يحصل على تصريح من دولة إسرائيل الجديدة (في موقع تل القصيلة، 1948).
تلقى تعلميه كعالم أشوريات وكان خبيرًا في تاريخ الكتاب المقدس، وقام بتأليف أكثر من 100 مطبوعة حول هذا الموضوع. وساهم في تطوير مجال علم الجغرافيا التاريخية في إسرائيل.
ولعقود من الزمان شغل منصب رئيس جمعية الاستكشاف الإسرائيلية والمجلس الأثري في إسرائيل (الذي أسسه باعتباره السلطة المسؤولة عن جميع الحفريات والمسوحات الأثرية في إسرائيل).
وبين عامي 1951 و 1977، شغل مازار منصب أستاذ تاريخ الكتاب المقدس وعلم الآثار في الجامعة العبرية في القدس. في عام 1952 أصبح رئيسًا للجامعة ثم رئيسًا لها بعد ذلك لمدة ثماني سنوات بدءًا من عام 1953.
أسس الحرم الجامعي الجديد للجامعة العبرية في حي جفعات رام في القدس، وكذلك مدرسة ومستشفى هاداسا للطب في عين كارم، وقاد التطوير الأكاديمي للجامعة لتصبح واحدة من الجامعات الرائدة في العالم (انظر التصنيف الأكاديمي للجامعات العالمية). اعتبره طلابه مدرسًا ملهمًا وقائدًا أكاديميًا والعديد من هؤلاء الطلاب يعتبرون الآن مؤرخين وعلماء آثار بارزين في إسرائيل اليوم.

## حياته
ولد مازار في تشيتشانوفيتشفي بولندا، (والتي كانت حينها جزءًا من الإمبراطورية الروسية). وتلقى تعليمه في جامعة برلين وجامعة غيسن في ألمانيا.
وفي سن الثالثة والعشرين، هاجر إلى فلسطين تحت الانتداب البريطاني، وفي عام 1943 انضم إلى هيئة التدريس في الجامعة العبرية في القدس، التي كان حرمها الأصلي يقع على جبل المشارف ضمن المنطقة الخاضعة للأردن من القدس بعد الحرب العربية الإسرائيلية عام 1948.
وفي عام 1952 أصبح عميد الجامعة ورئيسها في وقت لاحق لمدة ثماني سنوات 1953-1961، وقد تولى ذلك المنصب بعد سيليغ برودتسكي وتولى بعده جيوليو راكه. 

## عمله الأثري

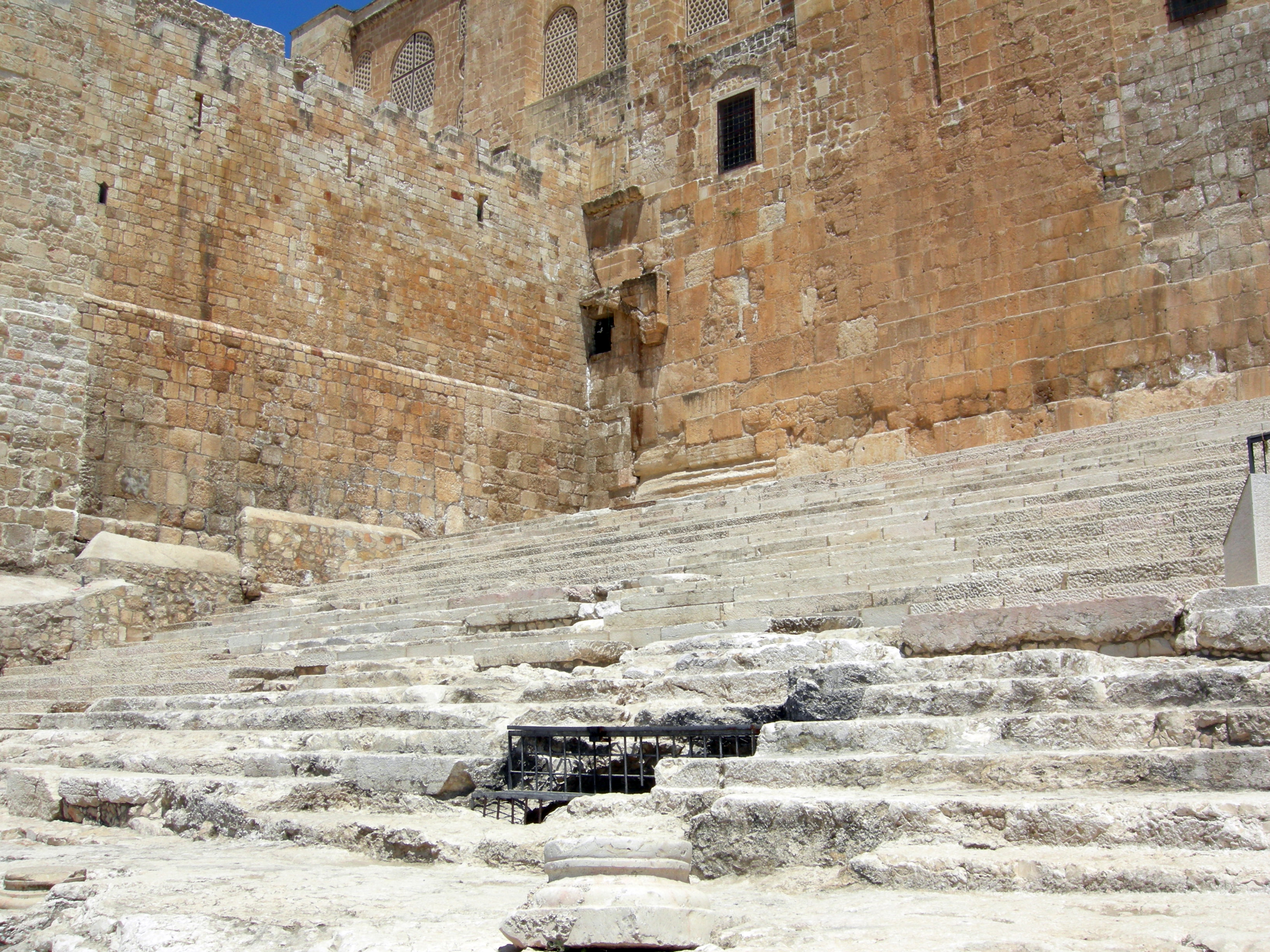
بقايا سلالم من القرن الأول، اكتشفها عالم الآثار بنيامين مازار، وهي تقود إلى مدخل فناء المعبد. وكان الحجاج الذين يأتون لتقديم القرابين في الهيكل يدخلون ويخرجون من هذا الدرج.

في عام 1936، بدأ مازار أعمال التنقيب في موقع بيت شعاريم، وهي أول حفريات أثرية نظمتها مؤسسة يهودية، واكتشفت هناك سراديب الموتى اليهودية الكبيرة التي يعود تاريخها إلى القرنين الثاني والرابع الميلاديين، والمعروفة بأنها مكان دفن الزعيم اليهودي الحاخام يهودا حناسي جامع المشناه.
وفي عام 1948 كان أول عالم آثار يحصل على تصريح رسمي للحفر في دولة إسرائيل الجديدة، واستكشف بلدة تل القصيلة الفلسطينية في شمال تل أبيب.
وأجرى لاحقًا حفريات في عين جدي، وبين عامي 1968 و 1978 أدار عمليات التنقيب عن الحفريات جنوب وجنوب غرب الحرم القدسي في القدس، بما في ذلك المنطقة التي وصفها ب«الأوفل»،  وكشف عن بقايا هائلة من العصر الحديدي حتى فترة الهيكل الثاني والفترة الإسلامية في القدس.

## قبر الحميريين

قبر حميري، باللغة اليونانية بخط أنسيال

في عام 1937، كشف بنيامين مازار في بيت شعاريم عن نظام قبور ليهود حمير ( وهي منطقة تقع في جنوب اليمن الآن) يعود تاريخه إلى القرن الثالث الميلادي.  وتدل هذه الاكتشافات على قوة الروابط بين يهود اليمن وأرض إسرائيل، بالطبع، من خلال نظام المقابر في بيت شعاريم الذي يعود تاريخه إلى القرن الثالث. من الأهمية بمكان أن يهود حمير كانوا بدفنون فيما كان يُعتبر آنذاك مكانًا مرموقًا بالقرب من مقابر السنهدريم. أولئك الذين كانت لديهم الإمكانيات المالية أحضروا موتاهم ليدفنوا في أرض إسرائيل، حيث كان يعتبر فضيلة لليهود عدم دفنهم في أراضٍ أجنبية، بل في أرض أجدادهم.
ويُعتقد أن الحميريين، خلال حياتهم، كانوا معروفين ومحترمين في عيون أولئك الذين سكنوا أرض إسرائيل. 

## عائلة مازار
لعب نجل بنيامين مازار، أوري مازار، وأحفاده إيلات مازار ودان مازار وابن أخته أميهاي مازار دورًا مهمًا في دراسة ونشر علم الآثار التاريخية الإسرائيلي. وكانت إيلات مازار متحدثًا رسميًا متكررًا للمخاوف المتعلقة بعلم آثار الحرم القدسي في القدس بينما حصل أميحاي مازار على جائزة إسرائيل لعلم الآثار لعام 2009. وبنيامين مازار هو صهر رئيس إسرائيل الثاني والوحيد الذي فاز بثلاث ولايات، إسحاق بن تسفي.

## الجوائز
- في عام 1968، حصل مازار على جائزة إسرائيل للدراسات اليهودية. [5]
- وفي عام 1968 أيضًا، حصل على جائزة ياكير يروشليم (مواطن القدس الفخري). [10]
- في عام 1986، حصل على جائزة هارفي من التخنيون (معهد إسرائيل للتكنولوجيا). [11]